# Zameczek Pierstna

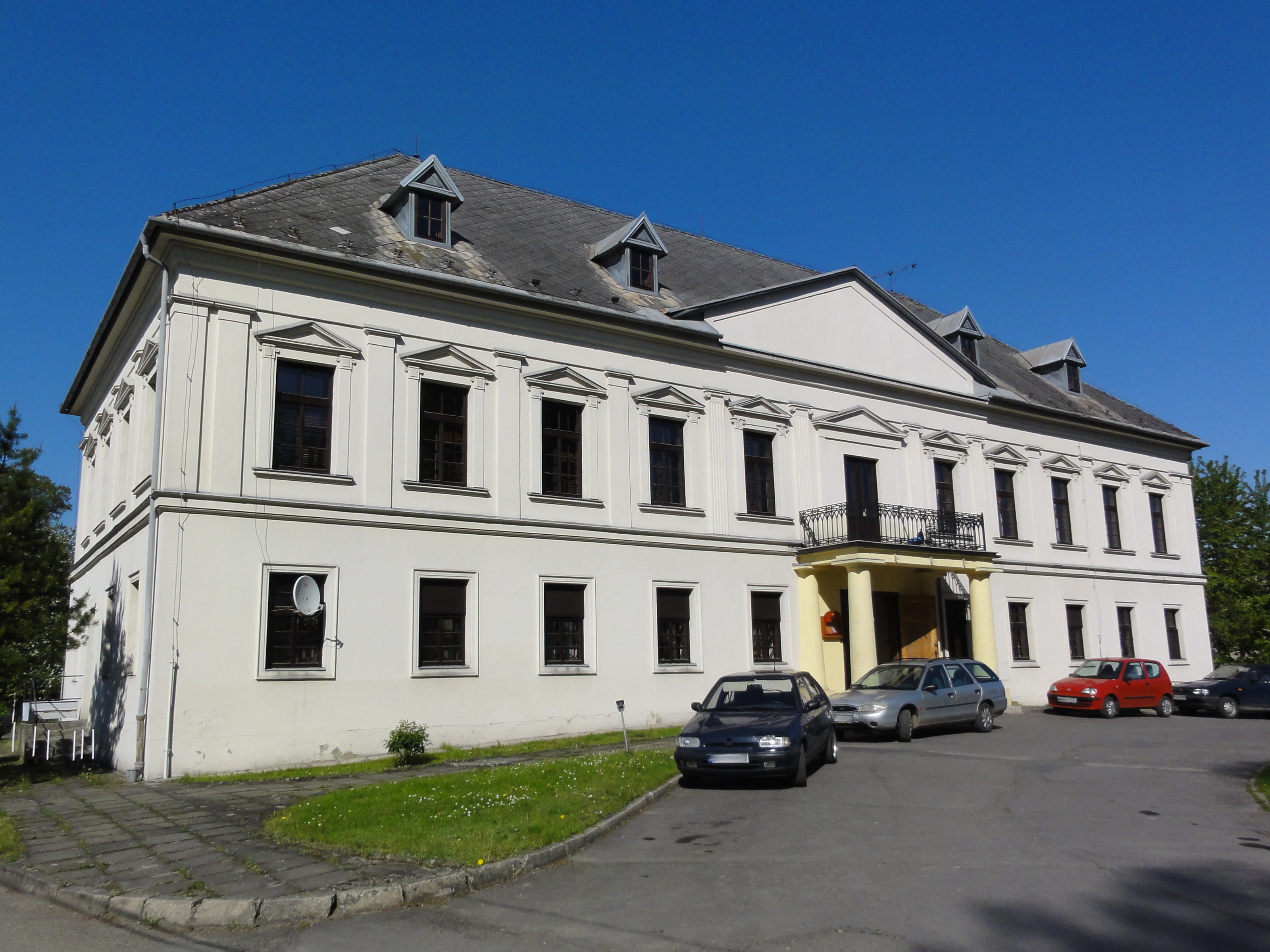
Zameczek Pierstna

Zameczek Pierstna znajduje się we wsi Pierstna w powiecie Karwina. Zameczek został wpisany na listę zabytków kultury przed 1988 r.

## Historia
Pierstna to część Piotrowic koło Karwiny. W XVIII wieku ówczesną wieś kupił od Jana hrabiego Larischa Wojciech Gusnar z Komorna. Był to rycerz, członek starego śląskiego rodu. Na wzgórzu z widokami na ówczesny Śląsk Pruski i pobliski Frysztat wybudował dwuskrzydłowy, piętrowy pałacyk w empirowym stylu otoczony parkiem w stylu angielskim. W 1879 r. Gusnarowie odsprzedali Pierstną hrabiom Larischom. Zamek stał się siedzibą Jerzego i Marie Louise Larisch-Mönich, którzy go rozbudowali. Jak pisze Mariusz Makowski w albumowej książce „Szlacheckie siedziby na Śląsku Cieszyńskim”: „Maria Louiza, baronówna von Wallersee była ulubiona siostrzenicą cesarzowej Elżbiety – Sissi. Sprowadziła ona Marię na wiedeński dwór i niebawem wydała ją za mąż za Georga hrabiego Larischa von Mönicha, bratanka hrabiego Jana Larischa, właściciela majoratu w Karwinie. Państwo młodzi za swą siedzibę obrali, jak opisywała Maria „Staroświecki, ale miły i przytulny zameczek w Piersnej, który przypomina raj i szkatułkę na biżuterię". Larischowie mieszkali w Pierstnej zaledwie cztery lata. Marie Luisa przez cały czas utrzymywała kontakty ze swym kuzynem, następcą tronu arcyksięciem Rudolfem. Dopiero w styczniu 1889 roku, po tajemniczym samobójstwie arcyksięcia i jego kochanki w Mayerlingu, wyszło na jaw, że hrabina pełniła rolę stręczycielki. Została wygnana z wiedeńskiego dworu, w 1896 roku rozwiodła się z Georgiem i wyjechała do Bawarii. W 1893 roku pałac w Pierstnej przeszedł w ręce hrabiów Larischów z pobliskiej Karwiny.
Podczas parcelacji majątku w 1927 roku pałac z przyległam parkiem kupiła Śląskocieszyńska żupa „Sokoła”. Po remoncie obiektu na pierwszym piętrze umieszczono czeską szkołę wydziałową. Podczas drugiej wojny światowej pałac był składem amunicji oraz pełnił funkcję obozu dla internowanych Polaków ze Śląska.” Hotel i restaurację w pałacu otworzyła Spółdzielnia „Jednota – Jedność” w Czeskim Cieszynie już w 1985 roku. Budynek zwrócono prawnym spadkobiercom w 1999. 
W 1999 r. zamek został odnowiony. W październiku 2012 roku ten piękny zamek wraz z parkiem kupiła firma TRESTLES s.a. Zamek został wyremontowany i odnowiony. Oryginalna struktura zamku została zachowana, .Przebudowany został główny dojazd oraz park.  31 maja 2013 roku uruchomiono hotel i restaurację.
Strefa relaksacyjna została wybudowana w 2014 roku, rok później właściciele zameczku kupili leżącą na obrzeżach parku starą willę i przebudowali ją na pensjonat, ażeby poszerzyć bazę noclegową. Pensjonat otrzymał nazwę „Villa Larisch”. W grudniu 2017 roku Jolanta Burkot kupiła udziały wspólnika i została jedyną właścicielką zameczku.
W piotrowickim zameczku swoje niezastąpione miejsce ma sztuka. Co kwartał odbywają się wernisaże obrazów artystów z kraju i zagranicy, których dzieła wystawiane są w restauracji. Stała ekspozycja obrazów wisi w części hotelowej, w parku umieszczone są dzieła sztuki renomowanych twórców. Najbardziej znaną autorką jest Blanka Matragi. Większość przedmiotów artystycznych wystawianych w zameczku Jolanta Burkot kupiła na aukcjach charytatywnych. Zameczek Piotrowice urządza także imprezy dla mieszkańców. W lecie należy do nich kino plenerowe, zimą spotkanie przy choince. Działalność pro publico bono została dostrzeżona. Firma Zameczek Piotrowice dwukrotnie otrzymała nagrodę hetmana województwa morawsko-śląskiego za odpowiedzialność społeczną w kategorii firm do 50 pracowników, również dwukrotnie uplasowała się na pierwszym miejscu w swojej kategorii w podobnym konkursie na skalę całej Republiki Czeskiej. 
Obecnie Zámeček Petrovice to kompleks składający się z 32 nowoczesnych hotelowych pokoi, 2 apartamentów w budynku głównym oraz w Willi Larisch, rozległego SPA położonego w cudownym parku, stylowej restauracji, dużej sali oraz sal bankietowych, kręgielni i piwnicy winnej.

## Architektura
Dwupiętrowy neoklasyczny budynek zbudowany w kształcie litery L. W środkowej części skrzydła głównego znajduje się wejście, nad którym na czterech toskańskich kolumnach jest balkon z metalową balustradą Empire. Nad wejściem jest umieszczony trójkątny tympanone, pośrodku którego znajdował się herb właścicieli. Główna fasada jest jedenastoosiowa, z prostokątnymi oknami i wejściami. Okna na parterze mają prostą ramę, okna w pierwszym piętrze mają prostą edikułę z dwoma pilastrami, na których położona jest trójkątna niska tarcza. Fasada ozdobiona jest kordonowym gzymsem, podtrzymywanym przez pilastry umieszczone między oknami. Fasada boczna jest czteroosiowa. Dach głównego skrzydła jest czterospadowy z lukarnami z prostokątnymi oknami nad główną fasadą. Skrzydło boczne ma niski piramidalny dach.
W środku na parterze jest hala i schody, które prowadzą na pierwsze piętro. Zamkowe pokoje, na pierwszym piętrze, mają płaskie sufity. Nad schodami i holem wejściowym znajduje się prosta dekoracja sztukatorska.
W treści tego artykułu od 2021-06 występują prawdopodobnie wyrażenia zwodnicze, co nie jest zgodne z zasadami przyjętymi w Wikipedii.
 Po wyeliminowaniu niedoskonałości należy usunąć szablon [[Szablon:Dopracować|]] z tego artykułu.

## Park
Oryginalny park angielski został zrekonstruowany w latach 2012–2013. Szklane rzeźby Blanki Matragi zostały umieszczone w parku. W parku znajduje się zadaszony parking i plac zabaw dla dzieci.